# José de Jesús García Ayala

José de Jesús García Ayala (* 30. Mai 1910 in La Ribera de Guadalupe, Jalisco, Mexiko; † 15. Januar 2014 in Zamora) war römisch-katholischer Bischof von Campeche.

## Leben
García Ayala wurde auf einer Ranch namens El Guayabo am Fluss Río Lerma, fünf Kilometer von der Stadt La Ribera de Guadalupe entfernt geboren. Er hatte sechs Brüder.
Am 1. Januar 1923 trat er in das Priesterseminar von Zamora im mexikanischen Bundesstaat Michoacán ein und empfing am 9. Mai 1937 in Zamora die Priesterweihe. Nach seelsorgerischer Tätigkeit in Paracho und Los Reyes war er Spiritual des Seminars in Zamora.
1963 wurde er von Papst Johannes XXIII. zum Titularbischof von Lacedaemonia und zum Weihbischof im Bistum Campeche ernannt. Die Bischofsweihe spendete ihm Erzbischof Luigi Raimondi, Apostolischer Delegat in Mexiko; Mitkonsekratoren waren Alberto Mendoza y Bedolla, Bischof von Campeche, und José Gabriel Anaya y Diez de Bonilla, Bischof von Zamora. Sein bischöflicher Wahlspruch war „Pro fratribus animas ponere“ (1 Joh 3,16 ). Garcia Ayala war Konzilsvater der dritten Sitzungsperiode des Zweiten Vatikanischen Konzils. Zunächst Apostolischer Administrator von Campeche wurde er 1967 von Papst Paul VI. zum Bischof von Campeche berufen.
Seinem Rücktrittsgesuch aus gesundheitlichen Gründen wurde am 9. Februar 1982 durch Johannes Paul II. stattgegeben. Er war bis zu seinem Tode der älteste lebende Bischof von Mexiko und zweitältester Bischof weltweit.